# 元谷友貴
元谷 友貴（もとや ゆうき、1989年9月14日 - ）は、日本の男性総合格闘家。石川県加賀市出身。アメリカン・トップチーム所属。初代、第3代DEEPフライ級王者。第7代DEEPバンタム級王者。DEEP2階級制覇王者。

## 来歴
格闘技を始める前はサッカーとサーフィンを経験し、サッカーでは石川県代表に選出された。
18歳の頃に石川県加賀市の道場でキックボクシングを学び、その後、クラブ・バーバリアンで総合格闘技を始め、アマチュア総合格闘技で試合経験を積んだ。
2011年5月22日、アマチュアシュートボクシングトーナメント-65 kg級で優勝した。

### DEEP
2011年7月10日、DEEP名古屋大会にてプロデビュー。石田ガリット勝也と対戦し、フックの連打によりTKO勝利。
2012年3月25日、初代DEEPフライ級王座決定トーナメント1回戦で崎村暁東にアームロックで一本勝ち。7月22日、準決勝で加藤直之に判定勝利。同日の決勝戦では木部亮に18秒でパウンドによりTKO勝利。DEEP最年少となる22歳での王座獲得に成功した。
2013年8月25日、DEEP 63のDEEPフライ級タイトルマッチで挑戦者の和田竜光と対戦し、1-4の判定負けを喫し王座陥落した。
2013年12月22日、DEEP 64でフライ級キング・オブ・パンクラシストの清水清隆と対戦し、3-0の判定勝利。
2014年3月20日、DEEP 65で元DEEPバンタム級王者の今成正和と対戦し、3-0の判定勝利。
2014年6月22日、DEEP 67で元DEEPバンタム級王者の前田吉朗と対戦し、腕ひしぎ十字固めにより一本勝ち。
2014年8月23日、DEEP 68のDEEPフライ級タイトルマッチで王者の和田竜光と再戦し、リアネイキッドチョークにより一本勝ちを収め、王座獲得に成功すると共にリベンジに成功した。
2014年12月31日、DEEP DREAM IMPACT 2014 〜大晦日SPECIAL〜で元RFAフライ級王者のマット・マンザナレスと対戦し、3RにマウントパンチでTKO勝利。
2015年10月17日、DEEP73のDEEPフライ級タイトルマッチで挑戦者の小島壮太と対戦し、5-0で判定勝ちを収め王座の初防衛に成功した。

### RIZIN
2015年12月29日、RIZIN初出場となったRIZIN FIGHTING WORLD GRAND-PRIX 2015 さいたま3DAYSでフェリペ・エフラインと対戦。試合を優勢に進めていたが左フックを受けて逆転KO負け。この試合はエフラインが前日計量で契約体重をクリアできなかったことから、規定により無効試合裁定となった。
2016年4月17日、RIZIN.1でアラン・ナシメントと対戦予定であったが、元谷が前日の計量で契約体重をオーバーし体重が落ちず体調不良を起こしたため、医師の診断を受けたところドクターストップとなり試合中止となった。
2016年4月23日、DEEPフライ級王座を返上。
2016年12月29日、RIZIN FIGHTING WORLD GRAND-PRIX 2016 無差別級トーナメント 2nd ROUNDにてアラン・ナシメントと対戦し、2-1の判定勝利。
2017年4月16日、RIZIN 2017 in YOKOHAMAにて堀口恭司と対戦し、3-0の判定負け。
その後、シュートボクセ・アカデミー所属の対戦相手だったフェリペ・エフラインやアラン・ナシメントの縁から、ブラジルのシュートボクセ・アカデミーへ武者修行。所属がフリーとなる。
2018年8月12日、RIZIN.12で祖根寿麻と対戦し、2Rにリアネイキッドチョークで一本勝ち。
2018年10月27日、DEEP 86のDEEPバンタム級王座決定戦で釜谷真と対戦し、リアネイキッドチョークにより勝利し王座獲得に成功。DEEP2階級制覇となった。
2018年12月31日、RIZIN.14にて元UFCフライ級9位のジャスティン・スコギンズと対戦し、ティーピーチョーク（変形三角絞め）で1R一本勝ち。
2019年3月9日、DEEP 88のDEEPバンタム級タイトルマッチにて挑戦者のビクター・ヘンリーと対戦。2Rにテイクダウンから立ち上がる際に顔面に蹴りを受けてダウン。その後は盛り返し、3Rにはグラウンドでコントロールしながらヘンリーの顔面を一方的に殴り続けたが、2-3の僅差の判定負けにより王座から陥落した。
2019年7月28日、RIZIN.17にて修斗フライ級王者の扇久保博正と対戦。3Rに打撃戦を展開し巻き返すも、僅差の1-2の判定負け。
2019年12月31日、RIZIN.20で、のちにBellatorバンタム級王者となるパトリック・ミックスと対戦。フロントチョークで一本負け。
2020年8月10日、RIZIN.23 - CALLING OVER -で魚井フルスイングと対戦し、2Rに飛び膝蹴りでダウンを奪い、3Rにフロントチョークで一本勝ち。
2020年12月31日、RIZIN.26にて井上直樹と対戦。1Rにリアネイキッドチョークで一本負け。
2021年6月13日、RIZIN.28のバンタム級JAPANグランプリ1回戦で修斗世界バンタム級王者の岡田遼と対戦。打撃勝負を展開し3-0の判定勝利を収めた。
2021年9月19日、RIZIN.30のバンタム級JAPANグランプリ2回戦で元PANCRASEバンタム級1位の瀧澤謙太と対戦し、スタンドパンチ連打によりTKO負けを喫した。
2021年12月31日、RIZIN.33で元PANCRASEバンタム級1位の金太郎と対戦し、僅差の展開だったがやや優勢となり3-0の判定勝ちを収めた。
2022年7月31日、RIZIN.37でリオ五輪レスリング銀メダリストの太田忍と対戦し、白熱した展開となり、3R判定勝ち。
2022年11月6日、RIZIN LANDMARK 4でレスリング全日本選手権3連覇の倉本一真と対戦し、激しい試合展開となり、3R判定勝ち。
2022年12月31日、RIZIN.40で元UFCフライ級7位のホジェリオ・ボントリンと対戦し、2Rに三日月蹴りを効かせた後に右膝蹴りでボントリンを失神させてKO勝ちを収めた。この勝利によりRIZIN5連勝となった。
2023年5月6日、RIZIN.42で元RIZINバンタム級王者の朝倉海と7月末に行われる予定のRIZINバンタム級王座決定戦への進出を賭けて対戦し、3Rにボディへの膝蹴りでKO負けを喫した。
2023年12月31日、RIZIN.45でヴィンス・モラレスと対戦し、前半劣勢の展開から後半盛り返したが、3R判定負け。
2024年5月3日、DEEP 119 IMPACTでバンタム級王座決定戦を行いDEEPフライ級王者の福田龍彌と対戦予定だったが、福田が怪我により欠場。ノンタイトル戦で平松翔と対戦し、2Rにリアネイキッドチョークで一本勝ちを収めた。
2024年9月29日、RIZIN.48で太田忍と2022年7月以来2度目の再戦をし、3Rにワンハンドチョーク（片腕でのリアネイキッドチョーク）で一本勝ちを収めた。勝利者マイクでは「勢いのある太田選手を極められたので、僕は戦績良くないですけど、10年くらいRIZINで戦っているので次、良い相手お願いします。ベルトを獲りたいです」とアピールした。
2024年12月31日、RIZIN10度目の大晦日記念大会のRIZIN DECADEでRIZINバンタム級王座次期挑戦者決定戦を行い、無敗の新星の秋元強真と対戦。グラップリングでコントロールし、3-0の判定勝利を収めた。
2025年3月30日、RIZIN.50でRIZINバンタム級タイトルマッチを行い、王者 井上直樹と対戦。4年越しのリベンジ達成とはならず、僅差の1-2の判定負けとなった。
2025年7月27日、超RIZIN.4 真夏の喧嘩祭りのRIZINフライ級王座決定トーナメント1回戦でヒロヤと対戦し、3-0の判定勝利を収めた。

## 人物
- RIZIN公式YouTube ch - 榊原信行CEOの生放送トーク番組 ゲスト：元谷友貴（2025）[映像 1]

## 戦績

### プロ総合格闘技
| 総合格闘技 戦績 | 総合格闘技 戦績 | 総合格闘技 戦績 | 総合格闘技 戦績 | 総合格闘技 戦績 | 総合格闘技 戦績 | 総合格闘技 戦績 |
| --------------- | --------------- | --------------- | --------------- | --------------- | --------------- | --------------- |
| 51 試合         | (T)KO           | 一本            | 判定            | その他          | 引き分け        | 無効試合        |
| 38 勝           | 8               | 14              | 16              | 0               | 0               | 1               |
| 12 敗           | 3               | 3               | 6               | 0               | 0               | 1               |

| 勝敗 | 対戦相手                 | 試合結果                               | 大会名                                                                    | 開催年月日     |
|      | 神龍誠                   | 試合前                                 | RIZIN.51 【RIZINフライ級王座決定トーナメント準決勝】                      | 2025年9月28日  |
| ○    | ヒロヤ                   | 5分3R終了 判定3-0                      | 超RIZIN.4 真夏の喧嘩祭り 【RIZINフライ級王座決定トーナメント1回戦】       | 2025年7月27日  |
| ×    | 井上直樹                 | 5分3R終了 判定1-2                      | RIZIN.50 【RIZINバンタム級タイトルマッチ】                                | 2025年3月30日  |
| ○    | 秋元強真                 | 5分3R終了 判定3-0                      | RIZIN.49                                                                  | 2024年12月31日 |
| ○    | 太田忍                   | 3R 4:09 リアネイキッドチョーク         | RIZIN.48                                                                  | 2024年9月29日  |
| ○    | 平松翔                   | 2R 1:44 リアネイキッドチョーク         | DEEP 119 IMPACT                                                           | 2024年5月3日   |
| ×    | ヴィンス・モラレス       | 5分3R終了 判定0-3                      | RIZIN.45                                                                  | 2023年12月31日 |
| ○    | CORO                     | 2R 4:09 TKO（パウンド）                | DEEP 116 IMPACT                                                           | 2023年11月11日 |
| ×    | 朝倉海                   | 3R 2:25 KO（ボディへの膝蹴り）         | RIZIN.42                                                                  | 2023年5月6日   |
| ○    | ホジェリオ・ボントリン   | 2R 2:56 KO（右膝蹴り）                 | RIZIN.40                                                                  | 2022年12月31日 |
| ○    | 倉本一真                 | 5分3R終了 判定3-0                      | RIZIN LANDMARK 4                                                          | 2022年11月6日  |
| ○    | 太田忍                   | 5分3R終了 判定3-0                      | RIZIN.37                                                                  | 2022年7月31日  |
| ○    | アラン“ヒロ”ヤマニハ     | 5分3R終了 判定3-0                      | RIZIN.35                                                                  | 2022年4月17日  |
| ○    | 金太郎                   | 5分3R終了 判定3-0                      | RIZIN.33 【RIZINバンタム級JAPANグランプリ リザーブマッチ】                | 2021年12月31日 |
| ×    | 瀧澤謙太                 | 1R 2:27 TKO（スタンドパンチ連打）      | RIZIN.30 【RIZINバンタム級JAPANグランプリ2回戦】                          | 2021年9月19日  |
| ○    | 岡田遼                   | 5分3R終了 判定3-0                      | RIZIN.28 【RIZINバンタム級JAPANグランプリ1回戦】                          | 2021年6月13日  |
| ○    | 昇侍                     | 1R 2:08 リアネイキッドチョーク         | DEEP 100 IMPACT～20th Anniversary～                                       | 2021年2月21日  |
| ×    | 井上直樹                 | 1R 3:00 リアネイキッドチョーク         | RIZIN.26                                                                  | 2020年12月31日 |
| ○    | 米山千隼                 | 1R 4:59 腕ひしぎ十字固め               | DEEP 99 IMPACT                                                            | 2020年11月1日  |
| ○    | 魚井フルスイング         | 3R 2:19 フロントチョーク               | RIZIN.23 - CALLING OVER -                                                 | 2020年8月10日  |
| ○    | 大塚隆史                 | 5分3R終了 判定3-0                      | DEEP 94 IMPACT                                                            | 2020年3月1日   |
| ×    | パトリック・ミックス     | 1R 1:37 フロントチョーク               | RIZIN.20                                                                  | 2019年12月31日 |
| ×    | 扇久保博正               | 5分3R終了 判定1-2                      | RIZIN.17                                                                  | 2019年7月28日  |
| ×    | ビクター・ヘンリー       | 5分3R終了 判定2-3                      | DEEP 88 IMPACT 【DEEPバンタム級タイトルマッチ】                           | 2019年3月9日   |
| ○    | ジャスティン・スコギンズ | 1R 3:28 ティーピーチョーク             | RIZIN.14                                                                  | 2018年12月31日 |
| ○    | 釜谷真                   | 3R 4:43 リアネイキッドチョーク         | DEEP 86 IMPACT 【DEEPバンタム級王座決定戦】                               | 2018年10月27日 |
| ○    | 祖根寿麻                 | 2R 4:32 リアネイキッドチョーク         | RIZIN.12                                                                  | 2018年8月12日  |
| ○    | ムン・ジェフン           | 2R 4:23 TKO（パウンド）                | DEEP 84 IMPACT                                                            | 2018年6月30日  |
| ○    | ビョン・ジェウン         | 5分3R終了 判定3-0                      | DEEP 82 IMPACT                                                            | 2018年2月24日  |
| ×    | 堀口恭司                 | 2R（10分/5分）終了 判定0-3             | RIZIN 2017 in YOKOHAMA                                                    | 2017年4月16日  |
| ○    | アラン・ナシメント       | 2R（10分/5分）終了 判定2-1             | RIZIN FIGHTING WORLD GRAND-PRIX 2016 無差別級トーナメント 2nd ROUND       | 2016年12月29日 |
| ○    | DJ.taiki                 | 5分3R終了 判定3-0                      | DEEP CAGE IMPACT 2016 in KORAKUEN HALL                                    | 2016年10月18日 |
| ○    | コ・ドンヒョク           | 1R 3:09 リアネイキッドチョーク         | DEEP 77 IMPACT                                                            | 2016年8月27日  |
| －   | フェリペ・エフライン     | 1R 1:56 無効試合（相手選手の体重超過） | RIZIN FIGHTING WORLD GRAND-PRIX 2015 さいたま3DAYS                        | 2015年12月29日 |
| ○    | 小島壮太                 | 5分3R終了 判定5-0                      | DEEP 73 IMPACT 【DEEPフライ級タイトルマッチ】                             | 2015年10月17日 |
| ○    | チェ・ジョンホン         | 1R 2:08 リアネイキッドチョーク         | DEEP 72 IMPACT                                                            | 2015年5月17日  |
| ○    | マット・マンザナレス     | 3R 3:17 TKO（パウンド）                | DEEP DREAM IMPACT 2014 〜大晦日SPECIAL〜                                  | 2014年12月31日 |
| ○    | 和田竜光                 | 2R 4:15 リアネイキッドチョーク         | DEEP 68 IMPACT 【DEEPフライ級タイトルマッチ】                             | 2014年8月23日  |
| ○    | 前田吉朗                 | 1R 4:59 腕ひしぎ十字固め               | DEEP 67 IMPACT                                                            | 2014年6月22日  |
| ○    | 今成正和                 | 5分3R終了 判定3-0                      | DEEP 65 IMPACT                                                            | 2014年3月22日  |
| ○    | 清水清隆                 | 5分3R終了 判定3-0                      | DEEP 64 IMPACT                                                            | 2013年12月22日 |
| ×    | 和田竜光                 | 5分3R終了 判定1-4                      | DEEP 63 IMPACT 【DEEPフライ級タイトルマッチ】                             | 2013年8月25日  |
| ○    | 青山忍                   | 1R 3:42 TKO                            | DEEP TOYAMA IMPACT 11                                                     | 2013年4月14日  |
| ○    | 柴田"MONKEY"有哉         | 5分2R終了 判定3-0                      | DEEP CAGE IMPACT 2012 in TOKYO 2nd ROUND                                  | 2012年12月8日  |
| ○    | 木部亮                   | 1R 0:18 TKO（パウンド）                | DEEP NAGOYA IMPACT 公武堂ファイト 【フライ級王者決定トーナメント 決勝戦】 | 2012年7月22日  |
| ○    | 加藤直之                 | 5分2R終了 判定3-0                      | DEEP NAGOYA IMPACT 公武堂ファイト 【フライ級王者決定トーナメント 準決勝】 | 2012年7月22日  |
| ○    | 崎村暁東                 | 2R 3:51 アームロック                   | DEEP NAGOYA IMPACT 公武堂ファイト 【フライ級王者決定トーナメント 1回戦】  | 2012年3月25日  |
| ×    | 加藤直之                 | 2R 4:08 TKO（カット）                  | DEEP CAGE IMPACT 2011 in TOYAMA                                           | 2011年11月27日 |
| ×    | 春日井“寒天”たけし       | 2R 2:04 腕ひしぎ十字固め               | club DEEP 公武堂ファイト                                                  | 2011年10月9日  |
| ○    | 板谷一樹                 | 2R 1:51 TKO（パンチ）                  | Club DEEP in DIANA 2                                                      | 2011年8月21日  |
| ○    | 石田ガリット勝也         | 1R 1:46 TKO（フック連打）              | DEEP CAGE IMPACT 2011 in Nagoya                                           | 2011年7月10日  |
| ○    | 堀内祐太                 | 1R 4:38 リアネイキッドチョーク         | JML2011旗揚げ戦                                                           | 2011年5月7日   |

### アマチュア総合格闘技
| 勝敗 | 対戦相手 | 試合結果          | 大会名             | 開催年月日   |
| ×    | 加古俊樹 | 5分2R終了 判定0-3 | 神風POUNDERS vol.1 | 2010年3月7日 |

## 獲得タイトル
- 第8回中部アマ修斗フレッシュマントーナメント ライト級 優勝（2010年）[35]
- アマチュアシュートボクシングトーナメント -65 kg級 優勝（2011年）
- 初代DEEPフライ級王座（2012年）
- 第3代DEEPフライ級王座（2014年）
- 第7代DEEPバンタム級王座（2018年）

### 試合映像
1. ↑  『【試合映像】堀口恭司 vs. 元谷友貴 / Kyoji Horiguchi vs. Yuki Motoya - 4/16/2017』RIZIN公式YouTubeチャンネル、2017年。
2. ↑  『【試合映像】元谷友貴 vs. 祖根寿麻 / Yuki Motoya vs. Kazuma Sone - RIZIN.12』RIZIN公式YouTubeチャンネル、2018年。
3. ↑  『【試合映像】DEEP 86 IMPACT  元谷友貴 vs. 釜谷 真』DEEP公式チャンネル、2018年。
4. ↑  『【試合映像】元谷友貴 vs. ジャスティン・スコッギンス / Yuki Motoya vs. Justin Scoggins - RIZIN.14』RIZIN公式YouTubeチャンネル、2018年。
5. ↑  『【試合映像】元谷友貴 vs. 扇久保博正 / Yuki Motoya vs. Hiromasa Ougikubo - RIZIN.17』RIZIN公式YouTubeチャンネル、2019年。
6. ↑  『【試合映像】元谷友貴 vs. パトリック・ミックス / Yuki Motoya vs. Patrick Mix - RIZIN.20』RIZIN公式YouTubeチャンネル、2019年。
7. ↑  『【試合映像】元谷友貴 vs. 魚井フルスイング / Yuki Motoya vs. Uoi Fullswing - RIZIN.23』RIZIN公式YouTubeチャンネル、2020年。
8. ↑  『【試合映像】元谷友貴 vs. 井上直樹 / Yuki Motoya vs. Naoki Inoue - RIZIN.26』RIZIN公式YouTubeチャンネル、2020年。
9. ↑  『【試合映像】元谷友貴 vs. 岡田遼 / Yuki Motoya vs. Ryo Okada - RIZIN.28』RIZIN公式YouTubeチャンネル、2021年。
10. ↑  『【試合映像】元谷友貴 vs. 瀧澤謙太 / Yuki Motoya vs. Kenta Takizawa - RIZIN.30』RIZIN公式YouTubeチャンネル、2021年。
11. ↑  『【試合映像】元谷友貴 vs. 金太郎 / Yuki Motoya vs. Kintaro - RIZIN.33』RIZIN公式YouTubeチャンネル、2021年。
12. ↑  『【試合映像】元谷友貴 vs. 太田忍 / Yuki Motoya vs. Shinobu Ota - RIZIN.37』2022年。
13. ↑  『【試合映像】元谷友貴 vs. 倉本一真 / Yuki Motoya vs. Kazuma Kuramoto - RIZIN LANDMARK 4』RIZIN公式YouTubeチャンネル、2022年。
14. ↑  『【試合映像】朝倉海 vs. 元谷友貴 / Kai Asakura vs. Yuki Motoya - RIZIN.42』RIZIN公式YouTubeチャンネル、2023年。
15. ↑  『元谷 友貴 VS 平松 翔 【DEEP 119 IMPACT】』DEEP公式チャンネル、2024年。
16. ↑  『【試合映像】元谷友貴 vs. 太田忍 2 / Yuki Motoya vs. Shinobu Ota 2 - RIZIN.48』RIZIN公式YouTubeチャンネル、2024年。
17. ↑  『【試合映像】元谷友貴 vs. 秋元強真/ Yuki Motoya vs. Kyoma Akimoto - RIZIN.49』RIZIN公式YouTubeチャンネル、2024年。

### 補足映像
1. ↑  『【番組】RIZIN CONFESSIONS #29（※番組内で試合映像。元谷友貴とジャスティン・スコッギンスによる試合振り返りドキュメンタリー番組）』RIZIN公式YouTubeチャンネル、2018年。
2. ↑  『【番組】RIZIN CONFESSIONS #47（※番組内で試合映像。扇久保博正と元谷友貴による試合振り返りドキュメンタリー番組）』RIZIN公式YouTubeチャンネル、2019年。
3. ↑  『【番組】RIZIN CONFESSIONS #58（※番組内で試合映像。元谷友貴と魚井フルスイングによる試合振り返りドキュメンタリー番組）』RIZIN公式YouTubeチャンネル、2020年。
4. ↑  『【番組】RIZIN CONFESSIONS #65（※番組内で試合映像。井上直樹と元谷友貴による試合振り返りドキュメンタリー番組）』RIZIN公式YouTubeチャンネル、2020年。
5. ↑  『【番組】RIZIN CONFESSIONS #73（※番組内で試合映像。元谷友貴と岡田遼による試合振り返りドキュメンタリー番組）』RIZIN公式YouTubeチャンネル、2021年。
6. ↑  『【番組】RIZIN CONFESSIONS #80（※番組内で試合映像。瀧澤謙太と元谷友貴による試合振り返りドキュメンタリー番組）』RIZIN公式YouTubeチャンネル、2021年。
7. ↑  『【番組】RIZIN CONFESSIONS #91（※番組内で試合映像。元谷友貴と金太郎による試合振り返りドキュメンタリー番組）』RIZIN公式YouTubeチャンネル、2021年。
8. ↑  『【番組】RIZIN CONFESSIONS #104（※番組内で試合映像。元谷友貴と太田忍による試合振り返りドキュメンタリー番組）』RIZIN公式YouTubeチャンネル、2022年。
9. ↑  『【番組】RIZIN CONFESSIONS #110（※番組内で試合映像。元谷友貴と倉本一真による試合振り返りドキュメンタリー番組）』RIZIN公式YouTubeチャンネル、2022年。
10. ↑  『【番組】RIZIN CONFESSIONS #117（※番組内で試合映像。元谷友貴とホジェリオ・ボントリンによる試合振り返りドキュメンタリー番組）』RIZIN公式YouTubeチャンネル、2022年。
11. ↑  『【番組】RIZIN CONFESSIONS #125（※番組内で試合映像。朝倉海と元谷友貴による試合振り返りドキュメンタリー番組）』2023年。2023年12月23日閲覧。
12. ↑  『【番組】RIZIN CONFESSIONS #140（※番組内で試合映像。元谷友貴とヴィンス・モラレスによる試合振り返りドキュメンタリー番組）』RIZIN公式YouTubeチャンネル、2023年。
13. ↑  『【番組】RIZIN CONFESSIONS #163（※番組内で試合映像＆元谷友貴と太田忍による試合振り返りドキュメンタリー番組）』RIZIN公式YouTubeチャンネル、2024年。
14. ↑  『【番組】RIZIN CONFESSIONS #170（※番組内で試合映像＆元谷友貴と秋元強真による試合振り返りドキュメンタリー番組）』RIZIN公式YouTubeチャンネル、2025年。

### 映像資料
1. ↑  『榊󠄀原社長に呼び出されました 2025 → ゲスト：元谷友貴』RIZIN公式YouTubeチャンネル、2025年。